# Maggie Barnes
Maggie Pauline Barnes, geboren Hinnant (Kenly, 6 maart 1882 – aldaar, 19 januari 1998), was een Amerikaans supereeuwelinge. Barnes werd 115 jaar en 319 dagen oud. Ze is echter nooit de oudste levende persoon ter wereld geweest: die titel ging naar de Canadese Marie-Louise Meilleur.
Zelf beweerde Barnes dat ze 117 jaar oud was. Haar huwelijksdocument geeft aan dat ze in 1880 zou zijn geboren. The Guinness Book of World Records vond dit echter onvoldoende officieel bewijs dat Barnes daadwerkelijk in 1880 was geboren, en kende haar daarom niet de titel van oudste persoon ter wereld toe.

## Levensloop
Barnes woonde haar hele leven in North Carolina. Ze trouwde op 22 oktober 1899 met William Orangie Barnes (28 september 1878 – 24 maart 1956). Het echtpaar kreeg 15 kinderen, waarvan 8 de volwassen leeftijd bereikten. Naast hun eigen kinderen, hebben ze ook nog 9 kinderen in huis genomen die waren verwaarloosd of achtergelaten door hun eigen ouders. William Barnes overleed in 1956.
Ze overleefde 11 van haar 15 kinderen.